# Alainodaeus
Alainodaeus is een geslacht van kreeftachtigen uit de klasse van de Malacostraca (hogere kreeftachtigen).

## Soorten
- Alainodaeus akiaki Davie, 1993
- Alainodaeus alis Davie, 1997
- Alainodaeus filipinus Mendoza & Ng, 2008
- Alainodaeus nuku Davie, 1997
- Alainodaeus rimatara Davie, 1993